# 「戦争と女性への暴力」リサーチ・アクション・センター
「戦争と女性への暴力」リサーチ・アクション・センター（「せんそうとじょせいへのぼうりょく」リサーチ・アクション・センター、Violence Against Women in War Research Action Center)、通称 VAWW RAC（バウラック）は、「戦争と女性への暴力のない21世紀をめざして」を標榜し、慰安婦問題、国家主義と軍事主義の問題、武力紛争と女性への暴力などを扱うことを目的として活動する日本の団体。

## 概要
1998年6月に、日本キリスト教婦人矯風会などが中心となり「戦争と女性への暴力」日本ネットワーク（Violence Against Women in War Network Japan、VAWW-NETジャパン、バウネット・ジャパン）として発足。設立・初代代表は松井やより。2011年9月に現在の名称に変更した。現在の共同代表は西野瑠美子と中原道子。公表会員数は約700人。東京都新宿区で「女たちの戦争と平和資料館」を運営している。2021年8月末日で活動を休止した。

## 主張・活動

### 「慰安婦」の呼称について
「慰安婦という呼称は実態から甚だしくかけ離れている」として、「慰安婦」という括弧付きの表記を行っている。この場合その意味は軍性奴隷あるいは強姦被害者を意味しており、英文でも“sex slave”“comfort women”と表現している。なお、かつては「従軍慰安婦」という造語が広く一般的に用いられていたが、戦後に創作された言葉であり、歴史教科書からの削除以降、急速に、廃語といってよいほど使われなくなっている。VAWW-NETジャパンは、2005年2月12日・13日の第七回日本軍「慰安婦」問題アジア連帯会議にて「従軍慰安婦」という言葉への見解と提案を公開している。また、日本の教科書会社に、慰安婦の記述を復活させるように要請している。この会議に参加した女性運動家の舘雅子は、2014年の産経新聞紙上で、"日本だけが悪いというストーリーを作るために、活動家たちが元慰安婦女性たちにシナリオ通りの振り付けをするように指導していた"と主張した。

### 女性国際戦犯法廷
2000年12月8日から3日間、「民衆法廷」として戦時中の「日本軍性奴隷制」問題を扱った女性国際戦犯法廷を主催し、これは2001年1月30日にNHK教育テレビ（ETV2001「戦争をどう裁くか(2)戦時性暴力」）で放送された。
番組の内容について、VAWW-NETジャパンおよびNHKの間で事前に同意していた企画内容とはかけ離れているとして、現実の裁判が起こされている。賛否を問わずこの番組は当時の「従軍慰安婦問題」において大きな注目を集めた。裁判そのものは2008年6月にVAWW-NETジャパン側の敗訴が確定している。

### 日本国憲法の改正手続に関する法律の廃止
日本国憲法の改正手続に関する法律の凍結・廃止を訴えている。

## 共闘する団体

### アムネスティとの連携
2003年8月7日、アムネスティ・インターナショナルは、慰安婦問題について、VAWW-NETと連帯して、日本政府を糾弾することを表明した。

### 在日韓国民主統一連合との連携
2010年、在日韓国民主統一連合と連携した『「韓国併合」100年　真の和解・平和・友好を求める2010年運動』を開始する。2010年4月からの実施が予定されている「高校授業料無償化法案」で朝鮮学校は対象外とするべきだという世論が高まると、文部科学省を訪問し、「高校授業料無償化法案の朝鮮学校への適用を求める要請書」を提出した。